# Präsidentschafts- und Parlamentswahl in Mexiko 1994
Die Präsidentschafts- und Parlamentswahl in Mexiko 1994 fand am 21. August statt. Gewählt wurden der Präsident, die 500 Mitglieder der Abgeordnetenkammer und 96 Mitglieder des Senats.

## Ergebnis

### Präsidentschaftswahl
| Kandidaten                                                      | Kandidaten                    | Parteien                                                 | Stimmen    | %    |
| --------------------------------------------------------------- | ----------------------------- | -------------------------------------------------------- | ---------- | ---- |
|                                                                 | Ernesto Zedillo Ponce de León | Partido Revolucionario Institucional                     | 17.181.651 | 50,1 |
|                                                                 | Diego Fernández de Cevallos   | Partido Acción Nacional                                  | 9.146.841  | 26,7 |
|                                                                 | Cuauhtémoc Cárdenas Solórzano | Partido de la Revolución Democrática                     | 5.852.134  | 17,1 |
|                                                                 | Cecilia Soto González         | Partido del Trabajo                                      | 970.121    | 2,8  |
|                                                                 | Jorge González Torres         | Partido Verde Ecologista de México                       | 327.313    | 1,0  |
|                                                                 | Rafael Aguilar Talamantes     | Partido del Frente Cardenista de Reconstrucción Nacional | 297.901    | 0,9  |
|                                                                 | Álvaro Pérez Treviño          | Partido Auténtico de la Revolución Mexicana              | 192.795    | 0,6  |
|                                                                 | Marcela Lombardo Otero        | Partido Popular Socialista                               | 166.594    | 0,5  |
|                                                                 | Pablo Emilio Madero           | Partido Demócrata Mexicano                               | 97.935     | 0,3  |
|                                                                 | Nicht registrierte Kandidaten | –                                                        | 43.715     | 0,1  |
| Gesamt                                                          | Gesamt                        | Gesamt                                                   | 34.277.000 | 100  |
|                                                                 |                               |                                                          |            |      |
| Ungültige Stimmen                                               | Ungültige Stimmen             | Ungültige Stimmen                                        | 1.008.291  | 2,9  |
| Wähler                                                          | Wähler                        | Wähler                                                   | 35.285.291 | 77,2 |
| Wahlberechtigte                                                 | Wahlberechtigte               | Wahlberechtigte                                          | 45.729.057 |      |
|                                                                 |                               |                                                          |            |      |
| Quellen: Instituto Federal Electoral, Ergebnis, Wahlberechtigte |                               |                                                          |            |      |

### Parlamentswahl

#### Abgeordnetenkammer
| Listen                                                              | Listen                               | Direktstimmen | Direktstimmen | Direktstimmen | Listenstimmen | Listenstimmen | Listenstimmen | Mandate Gesamt |
| Listen                                                              | Listen                               | Stimmen       | %             | Mandate       | Stimmen       | %             | Mandate       | Mandate Gesamt |
| ------------------------------------------------------------------- | ------------------------------------ | ------------- | ------------- | ------------- | ------------- | ------------- | ------------- | -------------- |
|                                                                     | Partido Revolucionario Institucional | 16.851.082    | 50,2          |               | 16.911.781    | 50,2          |               |                |
| Gesamt                                                              | Gesamt                               | 33.565.910    | 100           | 300           | 33.685.685    | 100           | 200           | 500            |
|                                                                     |                                      |               |               |               |               |               |               |                |
| Ungültige Stimmen                                                   | Ungültige Stimmen                    | 1.121.006     | 3,2           |               | 1.126.218     | 3,2           |               |                |
| Wähler                                                              | Wähler                               | 34.686.916    | –             |               | 34.811.903    | –             |               |                |
|                                                                     |                                      |               |               |               |               |               |               |                |
| Quellen: Instituto Federal Electoral, Direktstimmen – Listenstimmen |                                      |               |               |               |               |               |               |                |

#### Senat
| Listen                              | Listen                               | Stimmen    | %    | Mandate |
| ----------------------------------- | ------------------------------------ | ---------- | ---- | ------- |
|                                     | Partido Revolucionario Institucional | 17.195.536 | 50,2 |         |
| Gesamt                              | Gesamt                               | 34.224.633 | 100  | 96      |
|                                     |                                      |            |      |         |
| Ungültige Stimmen                   | Ungültige Stimmen                    | 1.078.198  | 3,1  |         |
| Wähler                              | Wähler                               | 35.302.831 | –    |         |
|                                     |                                      |            |      |         |
| Quelle: Instituto Federal Electoral |                                      |            |      |         |